# Supergromada Lokalna

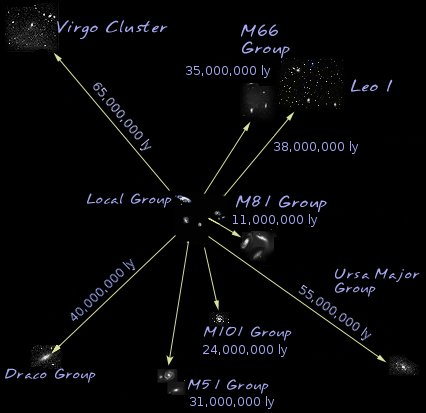
Schemat przedstawiający odległości między gromadami w Supergromadzie Lokalnej

Supergromada Lokalna (także Supergromada w Pannie; ang. Local Supercluster lub Virgo Supercluster) – supergromada zajmująca obszar o średnicy około 200 milionów lat świetlnych. W jej skład wchodzi około 100 gromad i grup galaktyk, których centrum stanowi masywna Gromada w Pannie. Na peryferiach tej supergromady znajduje się Grupa Lokalna Galaktyk, do której zaliczana jest nasza Droga Mleczna.
Supergromada Lokalna ma słabo określone granice i nieregularną budowę. Jej jądro stanowi Gromada w Pannie (tu znajduje się 20% galaktyk supergromady), dysk – galaktyki znajdujące się w cienkiej warstwie w płaszczyźnie podstawowej supergromady (tu znajduje się 40% galaktyk), a halo – galaktyki rozrzucone po całym układzie (tu też 40%). Galaktyki eliptyczne występują często w jądrze, poza tym obszarem przeważają liczebnie galaktyki spiralne.
Istnienie wyróżnionej płaszczyzny w Supergromadzie Lokalnej dostrzegł jako pierwszy Gérard de Vaucouleurs w 1953 roku. Posłużyła mu ona do wprowadzenia współrzędnych supergalaktycznych.
Całkowita masa supergromady szacowana jest na ok. 2 ×1046 kg (1015 mas Słońca). Znaczną część masy stanowi prawdopodobnie ciemna materia. 
Sąsiadami Supergromady w Pannie są: Supergromada w Hydrze, Supergromada w Herkulesie, Supergromada w Centaurze, Supergromada w Perseuszu-Rybach oraz Supergromada w Pawiu-Indianinie. Potężne skupisko gromad w gwiazdozbiorze Centaura i Hydry, znane jako Wielki Atraktor, powoduje przyciąganie galaktyk z Supergromady Lokalnej z prędkością szacowaną na 100-300 km/s.
Supergromada Lokalna wraz z Supergromadą w Hydrze oraz Supergromadą w Centaurze tworzą jedną strukturę, nazwaną Laniakea.

## Lista wybranych gromad i grup galaktyk w Supergromadzie Lokalnej
| gromady galaktyk                                                             | gromady galaktyk                       | gromady galaktyk | gromady galaktyk |
| nazwa                                                                        | liczba galaktyk                        | wybrane galaktyki | uwagi |
| ---------------------------------------------------------------------------- | -------------------------------------- | --- | --- |
| Gromada w Pannie (Gromada w Pannie I)                                        | ok. 1500-2000 (z czego ok. 160 dużych) | M49, M84, M85, M86, M88, M98, M99, M100, NGC 4216, NGC 4312, NGC 4365                                                                      | najmasywniejsza gromada, znajdująca się w centrum supergromady |
| Gromada w Piecu (Gromada w Piecu I)                                          | ok. 54 dużych                          | NGC 1316, NGC 1344, NGC 1350, NGC 1365, NGC 1399, NGC 1425                                                                                 | Gromady w Piecu i w Erydanie wraz z grupami galaktyk między nimi nazywa się Supergromadą w Piecu lub Supergromadą Południową |
| Gromada w Erydanie (Gromada w Piecu II)                                      | ok. 73 duże                            | NGC 1232, NGC 1300, NGC 1325, NGC 1332, NGC 1353, NGC 1371, NGC 1385, NGC 1395, NGC 1398, NGC 1407                                         | |
| grupy galaktyk                                                               |                                        | | |
| nazwa                                                                        | liczba galaktyk                        | wybrane galaktyki | uwagi |
| Grupy w Wielkiej Niedźwiedzicy                                               | ok. 60 dużych                          | Północ: NGC 3556, NGC 3718, NGC 3953, NGC 3992, NGC 4157, Południe: NGC 3675, NGC 3726, NGC 3877                                           | wyróżnia się dwie odrębne grupy: Wielką Niedźwiedzicę Północ (grupa M109) oraz Wielką Niedźwiedzicę Południe |
| Grupy w Pannie II                                                            | ok. 100 dużych                         | M61, NGC 4517, NGC 4536, NGC 4636, NGC 4731, NGC 5084, NGC 5170                                                                            | południowe przedłużenie gromady w Pannie, składające się z kilku grup galaktyk: Grupy NGC 4030, Grupy NGC 4179, Grupy M61, Grupy NGC 4753, Grupy NGC 4697, Grupy NGC 4699, Grupy NGC 4856, Grupy NGC 4995, Grupy NGC 5084 i pojedynczych galaktyk pomiędzy nimi |
| Grupy w Pannie III                                                           | ok. 75 dużych                          | NGC 5248, NGC 5363, NGC 5364, NGC 5496, NGC 5566, NGC 5746, NGC 5775, NGC 5813, NGC 5846, NGC 5792, NGC 5921                               | składa się z grup galaktyk: Grupy NGC 5248, Grupy NGC 5364, Grupy NGC 5506, Grupy NGC 5566, Grupy NGC 5638, Grupy NGC 5746, Grupy NGC 5775, Grupy NGC 5846 i pojedynczych galaktyk pomiędzy nimi                                                                |
| Grupa Lew I (Grupa M66/M96)                                                  | ok. 20 (12 dużych)                     | M65, M66, M95, M96, NGC 3628 | Grupa Lew I razem z Tripletem Lwa |
| Grupy w Lwie II                                                              | ok. 110 dużych                         | NGC 3166, NGC 3169, NGC 3190, NGC 3227, NGC 3254, NGC 3338, NGC 3430, NGC 3414, NGC 3607, NGC 3640, NGC 3755, NGC 3495, NGC 3705, NGC 3810 | składa się z grup galaktyk: Grupy NGC 3169, Grupy NGC 3190, Grupy NGC 3227, Grupy NGC 3254, Grupy NGC 3338, Grupy NGC 3370, Grupy NGC 3396, Grupy NGC 3504, Grupy NGC 3607, Grupy NGC 3640, Grupy NGC 3813 i pojedynczych galaktyk pomiędzy nimi                |
| Grupa Lokalna Galaktyk                                                       | ponad 30 (3 duże)                      | Droga Mleczna, Galaktyka Andromedy, Galaktyka Trójkąta                                                                                     | tu znajduje się Układ Słoneczny |
| Grupa w Rzeźbiarzu (Grupa Południowego Bieguna Galaktycznego, Grupa NGC 253) | ok. 20 6 dużych                        | NGC 55, NGC 247, NGC 253, NGC 300 | sąsiad Grupy Lokalnej |
| Grupa Maffei (Grupa IC 342)                                                  | ponad 20 (5 dużych)                    | Maffei I, Maffei II, IC 342 | |
| Grupa galaktyk M81                                                           | ok. 30 (7 dużych)                      | M81, M82, NGC 2403, NGC 4236 | |
| Grupa galaktyk M83 (Grupa Centaurus A, Grupa NGC 5128)                       | ok. 30 (7 dużych)                      | M83, NGC 4945, NGC 5128 | |
| Grupa galaktyk M94 (Grupa w Psach Gończych I)                                | ok. 40 (4 duże)                        | NGC 4244, NGC 4395, M94 | |
| Grupa galaktyk M101 (Grupa M51)                                              | ok. 15 (7 dużych)                      | M51, M63, M101 | |
| Grupa galaktyk M106 (Grupa w Psach Gończych II)                              | ok. 30 (9 dużych)                      | M106 | |